# 八岐之大蛇的逆襲
《八岐之大蛇的逆襲》（日语：八岐之大蛇の逆襲）是日本业余团队DAICON FILM1985年独立制作的特摄怪兽电影。由赤井孝美导演，樋口真嗣担任特技导演。影片偏喜剧风格，以微缩模型再现出米子市，日本传说中的八岐大蛇作为大怪兽登场，描写了八岐大蛇与防卫队之间的攻防战。

## 剧情
米子大学助教授田子俊作（永山龙叶 饰）及其助手杉村一郎，在鸟取县米子市发现一块石板，证明日本传说中的怪物「八岐大蛇」实际存在。为了调查此事，京都生物学研究所教授桐原祥子（高橋香久美 饰）前往米子市，按照石板上的内容，将石板嵌在大山里的石台上。石板突然发出光芒，她的身影随之消失，同时从大山中出现了巨大的八首怪兽。这个怪兽就是八岐大蛇，它的真实身份是外星人所操纵的侵略武器，外星人为了从寿命将至的母星移居，两千年前企图侵略地球。作为宣战宣言的石板放入石台，外星人认为这是接受了宣战。根据石板未解读部分所写的契约，桐原被传送到八岐大蛇内部，作为外援担当八岐大蛇的操纵者。
八岐大蛇苏醒后向米子市前进，为了击退之，毛利大佐（武田康廣 饰）率领防卫队第13联队前往米子市，派出机械化步兵部队和吉川队长（米良健一郎 饰）指挥下的战车队，还有其他部队的攻击直升机。一场攻防战在米子市内展开，由于观测直升机被击落，火箭炮的长距离支援射击使事态更加混乱。最终，八岐大蛇被消灭，外星人决定回到母星。

## 制作
完成《DAICON FILM版 归来的奥特曼》和《DAICON IV OPENING ANIMATION》后，DAICON FILM集结力量制作这部特摄怪兽电影。导演赤井孝美用大量的微缩模型再现自己出生的故乡·米子市的街道。得益于制作人员火药运用技术的提高，拍摄变得越发大胆。樋口真嗣担任特技导演，庵野秀明参与微缩模型的设计。